# Philippinoma kovaci
Philippinoma kovaci är en stekelart som beskrevs av T.C. Narendran 1995. Philippinoma kovaci ingår i släktet Philippinoma och familjen kragglanssteklar. Inga underarter finns listade i Catalogue of Life.